# Gyrocarisa concava
Gyrocarisa concava är en nattsländeart som beskrevs av Weaver 1997. Gyrocarisa concava ingår i släktet Gyrocarisa och familjen Petrothrincidae. Inga underarter finns listade i Catalogue of Life.